# Velvet Mornings
Singles de Demis Roussos
Forever and Ever
(1973) My Friend the Wind
(1973)
Velvet Mornings est une chanson du chanteur grec Demis Roussos, parue sur son deuxième album studio Forever and Ever. Elle est sortie en 1973 chez Philips Records en tant que quatrième single de l'album. Elle est écrite par Alec R. Costandinos et Stélios Vlavianós, et réalisée par Demis Roussos et Leo Leandros.
La chanson a notamment eu le succès au Brésil, en Espagne, en Israël et en Grèce, le pays d'origine du chanteur. Elle est également connue pour être la chanson représentant la Grèce au Festival de la chanson populaire de 1972 à Rio de Janeiro.

## Sortie
Velvet Mornings est sortie en single dans plusieurs pays avec une chanson en face B qui était alors déjà sortie en single précédemment : en Espagne et en Grèce, Forever and Ever,, ; en Argentine, On the Greek Side of My Mind ; au Brésil, My Reason et au Japon il s'agit de We Shall Dance,. Ailleurs, Velvet Mornings apparaît sur la face B de Forever and Ever.

## Au Festival de la chanson à Rio de Janeiro
La chanson est interprétée en 1972 par Demis Roussos pour représenter la Grèce au 7e et dernier Festival international de la chanson populaire (pt) (Festival Internacional da Canção Popular) à Rio de Janeiro, au Brésil,,, qui s'est déroulé dans le stade de Maracananzinho devant un public d'environ 20 000 personnes,, à 30 000 personnes.
Velvet Mornings est l'une des 13 chansons qui sont passées des demi-finales — qui ont eu lieu le dimanche précédent — à la finale. Avec la chanson, Demis Roussos a remporté un prix spécial pour l'attrait du public,, l'autre prix spécial pour l'attrait du public étant décerné au Brésilien Jorge Ben avec Fio Maravilha.

## Accueil commercial
En juin 1973, le single Velvet Mornings se classe dans le hit-parade espagnol du magazine musical hebdomadaire El Musical, atteignant la première place.
En Grèce, le single atteint la première place du classement international des singles non grecs compilé par les périodiques Hellinikos Vorras et Epikera. En juin, la chanson est arrivée en tête du classement sous le titre Velvet Mornings et en octobre sous le titre Velvet Mornings / Forever and Ever, sous la forme d'une double face A avec la chanson Forever and Ever.

## Liste des titres
| A. | Velvet Mornings  | 3:35 |
| B. | Forever and Ever | 3:40 |

## Classements hebdomadaires
| Classement (1973)                 | Meilleure position |
| --------------------------------- | ------------------ |
| Brésil (IBOPE)                    | 2                  |
| Espagne (El Musical)              | 1                  |
| Grèce (Hellinikos Vorras–Epikera) | 1                  |
| Israël (IBA)                      | 1                  |

## Reprises
La chanson est reprise par la chanteuse grecque Marinella, dans une adaptation en grec, sous le titre Drigi, drigi, mana mou (Ντρίγκι, ντρίγκι, μάνα μου). La version de Marinella s'est également classée en Grèce, en octobre 1973, dans le top 10 du classement des singles nationaux grecs locaux compilé par Hellinikos Vorras et Epikera.
Elle est adaptée en allemand sous le titre Weiße Wolken, interprétée par la chanteuse allemande Marion Maerz (de) et sortie la même année.